# Південно-Приобський газопереробний завод
Південно-Приобський газопереробний завод – підприємство нафтогазової промисловості, яке діє у Тюменській області Росії. 
В другій половині 2000-х узялись за створення на Південно-Приобському нафтовому родовищі системи утилізації супутнього газу, яка б дозволила припинити його спалювання на факелах. Для цього в 2010-му ввели в дію газотурбінну електростанцію потужністю 96 МВт, а з 2013-го супутній газ за допомогою Південно-Приобської компресорної станції подали по газопроводу на Приобське нафтове родовище. Втім, вже у 2015-му на основі зазначеної станції створили газопереробний завод, що може приймати до 900 млн м3 супутнього газу на рік із випуском 750 млн м3 товарного газу та 340 тисяч тон фракції С3+ (у російській термінології відома як широка фракція легких вуглеводнів, ШФЛУ).  
Товарний газ подається по перемичці до газопроводу Уренгой-Челябінськ – Ханти-Мансійськ. Вивіз ШФЛУ відбувається залізничним транспортом.
Проект спільно реалізували «Газпромнафта» та нафтохімчіний холдинг «Сибур» (останній викупає всю ШФЛУ).